# Филип фон Спанхайм
Филип фон Спанхайм (на немски: Philipp von Spanheim, Philipp von Sponheim, † 22 юли 1279, Кремс) от род Спанхайми, е елект (избран архиепископ) на Залцбург (1247 – 1256), патриарх на Аквилея (1269 – 1272), граф на Лебенау (1254 – 1279) и номинално (1276 – 1279) херцог на Каринтия. С неговата смърт изчезва род Спанхайми.

## Биография
Той е вторият син на херцог Бернхард фон Спанхайм (1176/1181 – 1256) и Юдита Пршемисловна († 1230), дъщеря на бохемския крал Отокар I и втората му съпруга Констанция Арпад от Унгария.
През 1240 г. Филип фон Спанхайм е пропст на Vyšehrad и канцлер на Бохемия при чичо си крал Венцеслав I. През 1247 г. той е избран за архиепископ на Залцбург (electus), но не се ръкополага, за да може да стане херцог на Каринтия.
През 1250 г. той завоюва Лунгау (1247/1252) в Щирия, побеждава през 1252 г. заедно с баща си при Грайфенбург Майнхард III фон Горица и Алберт III фон Тирол, и спечелва така важни теритоии в Горна Каринтия.
През 1257 г. той е свален от домкапител. През 1260 г. помага на братовчед си Отокар II в битката при Кресенбрун против унгарците. През 1267 г. Филип трябва да се откаже от Залцбург. През 1269 г. той е избран за патриарх на Аквилеия, но не е признат от папата.
С по-големия си брат херцог Улрих III († 1269) той има конфликти за наследството на баща им. Брат му Улрих III сключва таен договор през 1268 г., в който завещава цялата си собственост на братовчед си крал Отокар II Пршемисъл вместо на брат си Филип. Отокар от Бохемия изгонва Филип от Каринтия и през 1270/1271 г. и от Фриули. През 1272 г. Филип се признава за победен.
През 1275 г. той сключва втори договор с баварските херцози, в който точно се определят границите на Графство Лебенау. Същата година крал Рудолф I го поставя номинално за херцог на Каринтия, Крайна и на Словенска марка, но фактически никога не идва на власт.
Филип фон Спанхайм умира през 1279 г. в Кремс на Дунав. Неговата собственост в Лебенау отива обратно на епископия Залцбург.